# متحف يهود لاتفيا
متحف «يهود لاتفيا» (باللاتفية: Muzejs „Ebreji Latvijā”)‏ يقع في ريغا، لاتفيا. تتمثل المهام الرئيسية للمتحف في البحث والترويج لتاريخ اليهود في لاتفيا، فضلاً عن جمع وحفظ الأدلة المتعلقة بمجتمع يهود لاتفيا منذ بدايته وحتى الوقت الحاضر. تأسس المتحف عام 1989. وهو جزء من الجالية اليهودية في لاتفيا وواحد من المتاحف الخاصة القليلة في لاتفيا المعتمدة من قبل الدولة.
المدير الحالي منذ عام 2008 هو مؤرخ لاتفيا إيجا شينسكيس.

## تاريخ
أُسس المتحف من قبل مجموعة من الناجين من الهولوكوست، تحت قيادة المؤرخ مارغريس فيسترمانس في عام 1989. في البداية، عمل المتحف كمركز للتوثيق، ولكن في عام 1996 تم تنظيم أول معرض صغير ودائم. يقع المتحف حاليًا في ثلاث قاعات تعرض تاريخ يهود لاتفيا من القرن السادس عشر حتى عام 1945. يتم تنظيم محاضرات وبرامج تعليمية وفعاليات ثقافية مختلفة في المتحف.

## معرض

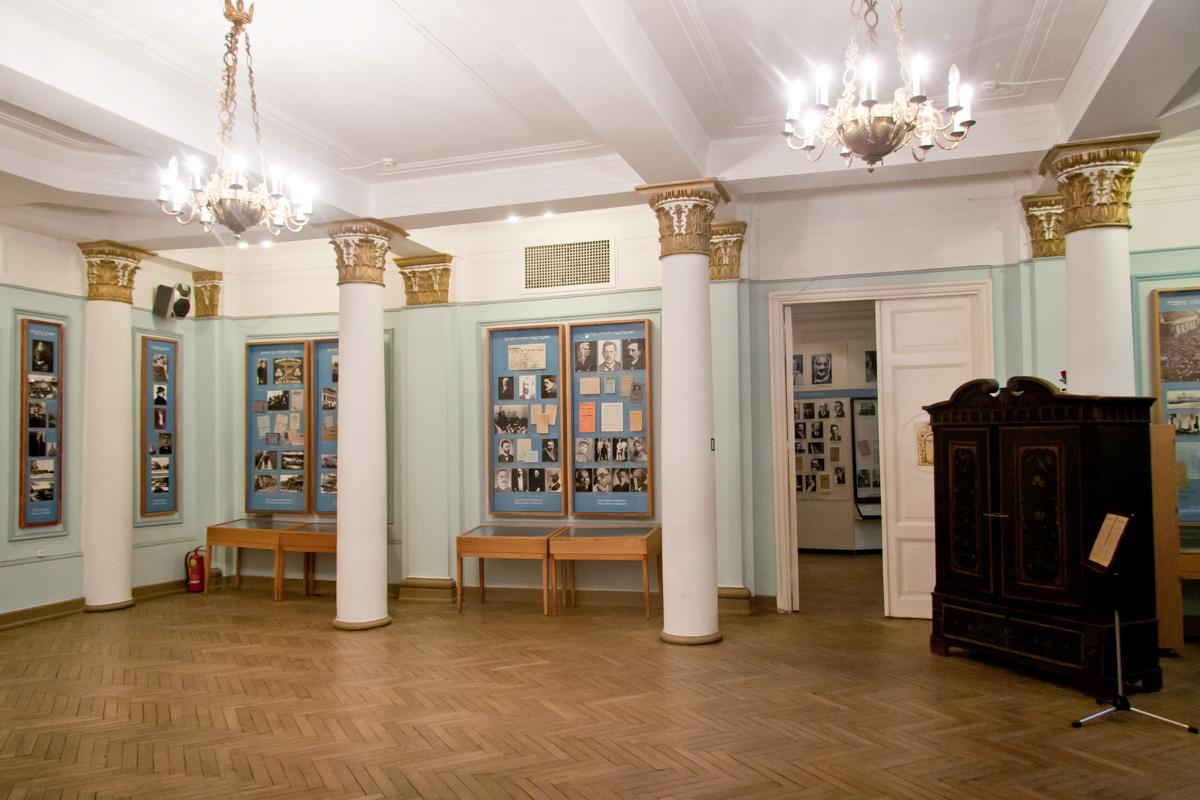
معرض في متحف "يهود لاتفيا"

يتكون معرض المتحف من ثلاثة أجزاء - اليهود في لاتفيا حتى عام 1918، اليهود في لاتفيا في السنوات 1918 - 1941 وايهود في لاتفيا المحتلة من قبل النازيين. يبدأ المعرض مع الفترة المبكرة من التاريخ اليهودي اللاتفي - منذ وصول اليهود إلى أراضي لاتفيا في القرن السادس عشر حتى القرن التاسع عشر. يتحدث المعرض عن الحياة الاجتماعية والاقتصادية والسياسية والفكرية والدينية، والوضع القانوني لليهود بالإضافة إلى مشاركتهم في الأحداث التاريخية المختلفة في لاتفيا. القاعة الثالثة مخصصة للأحداث المأساوية للهولوكوست في إقليم لاتفيا. وهناك فصل خاص مكرس للأعمال المشرفة لمواطني لاتفيا الذين أنقذوا اليهود من الإبادة شبه الكاملة.

## المبنى
يقع المتحف في مبنى الجالية اليهودية في ريغا، وهو مبنى تاريخي كان في السابق نادي ومسرحًا يهوديًا. بُنيَ في السنوات 1913-1914 من قبل المهندسين المعماريين ادموند فون ترومبوسكي وبول ماندليستان. هنا في عام 1926 بدأت فرقة مسرحية يهودية عروضها، وهكذا جدد المبنى. كما توجد في هذا المبنى العديد من المنظمات العامة ومكتبة يهودية. غالبًا ما تنظم الاحتفالات اليهودية هنا - حفلات الزفاف والمحاضرات والعروض والاجتماعات. خلال السنوات 1941-1944، إبان احتلال النازيين للاتفيا، كان يوجد هنا نادي ضباط ألمان. خلال الحقبة السوفيتية، كان المبنى بمثابة مكان للتثقيف السياسي: أقيمت هناك لقاءات ثقافية مختلفة، فضلاً عن مؤتمرات للحزب الشيوعي. أعيد المبنى إلى الجالية اليهودية في أوائل التسعينيات. حاليًا، المبنى نصب تذكاري معماري محمي من قبل الدولة.

## مجموعة من المتحف
تشكل مجموعة متحف «يهود لاتفيا» الأساس الذي يبني عليه المتحف تنظيمه للمعارض والبحوث. يضم المتحف حاليًا حوالي 14000 عنصر. من بين هذه العناصر، يشكل المخزون الرئيسي أكثر من 5000 عنصر، والذي ضمن في مجموعة المتاحف الوطنية في لاتفيا. تتكون المجموعة من وثائق وصور وكتب وأغراض. ومجموعة من المذكرات من القرن التاسع عشر إلى القرن العشرين، وهي مجموعة وفيرة من الصور العائلية والمواد الخاصة بالمنظمات اليهودية المختلفة في فترة ما بين الحربين، يجب الإشارة إليها بشكل منفصل.

## روابط خارجية
- متحف «يهود لاتفيا»
- مجلس الجاليات اليهودية في لاتفيا